# STX그룹
STX그룹은 (주)STX를 지주회사(모기업)으로 하는 대한민국의 기업 집단이었다. STX조선해양, STX엔진, STX팬오션 등을 계열사로 두고 있었다.
STX그룹의 모태는 1976년 설립된 쌍용중기이다. IMF 외환위기 이후인 2001년 5월 상호명을 (주)STX로 변경하였다. 2004년 지주회사인 STX를 출범하고 회사를 분할하여 STX엔진을 설립하였다. 2001년 대동조선을 인수하여 조선 사업에 진출하였다. 2002년 STX에너지, 2004년 STX중공업을 설립하였다. 2004년에 범양상선을 인수하여 STX팬오션으로 해운업에 진출하였다. 2007년 세계 최대 크루즈선 건조사인 아커야즈를 인수하였고, 2008년 중화인민공화국 다롄시에 STX대련조선해양생산기지를 준공하였다.
지주회사 STX는 자회사 주식 소유를 통해 STX조선(현 케이조선), STX엔진, STX중공업, STX엔파코(현 STX메탈), STX건설을 중심으로 해운·무역, 조선·기계, 플랜트·건설의 전문화 및 고도화를 주도하고 있다. 또한 전문 인력을 활용하여 외부 경영 컨설팅 및 투자 자문 등의 서비스를 제공하고 있다. 2010년 기준으로 STX장학재단, STX복지재단, 프로게임단 STX-SouL, STX문경리조트 등을 운영하고 있었다.
2013년 5월 기준으로 STX건설은 법정관리, (주)STX 및 자회사들은 채권단과의 자율협의로 그룹 차원의 구조조정이 이루어지고 있다. 2013년 10월 회장 강덕수는 사퇴하고 사실상 그룹이 해체수순을 밟기 시작하여 2014년 해체되었다.

## 연혁
- 1976년 12월 쌍용중기 설립
- 1980년 10월 쌍용중공업으로 사명 변경
- 2001년 5월 (주)STX로 사명 변경
- 2004년 4월 지주회사 (주)STX 출범

## 로고
|             |
| 2001년 이전 |

|               |
| 2001년 ~ 현재 |

## 계열사
- STX (구 쌍용중공업)
- STX마린서비스
- STX에어로서비스
- STX네트워크서비스

## 스포츠
- 경남 - STX컵 마스터즈 (리그 단체전)
- STX SouL (프로게임팀)